# Зелен (Рајна-Палатинат)
Зелен (њем. Seelen) општина је у њемачкој савезној држави Рајна-Палатинат. Једно је од 81 општинског средишта округа Донерсберг. Према процјени из 2010. у општини је живјело 164 становника. Посједује регионалну шифру (AGS) 7333203.

## Географски и демографски подаци
Зелен се налази у савезној држави Рајна-Палатинат у округу Донерсберг. Општина се налази на надморској висини од 383 метра. Површина општине износи 3,2 km². У самом мјесту је, према процјени из 2010. године, живјело 164 становника. Просјечна густина становништва износи 52 становника/km².